# Commodore 64 Games System
O Commodore 64 Games System (G64GS) foi um console de videogame produzido pela Commodore International lançado na Europa em dezembro de 1990.
O console tinha hardware baseado no Commodore 64, lançado em 1982, tendo todos os seus jogos compatíveis com o sistema, apesar de problemas de incompatibilidade com vários jogos devido a ausência de teclado, utilizava mídia de cartucho, ao todo foram produzidos 28 jogos para o console, sendo apenas 9 exclusivos.
O G64GS era entregue com um joystick e um cartucho incluindo 4 jogos: International Soccer, Klax,  Flimbo's Quest e Fiendish Freddy's Big Top O' Fun.

## Recepção
O C64GS nunca conseguiu o mesmo sucesso que o Commodore 64 conseguiu. Por apenas um pouquinho a mais de dinheiro você poderia comprar o Commodore 64 e conseguir jogar os mesmos jogos e muito mais, além de conseguir a funcionalidade de um computador. O console sofreu vendas muito fracas, e foi retirado das lojas.

## Galeria

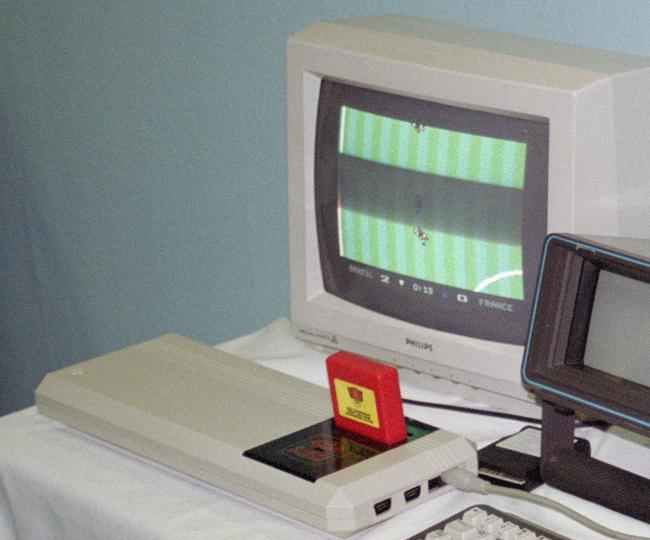
Commodore 64 GS
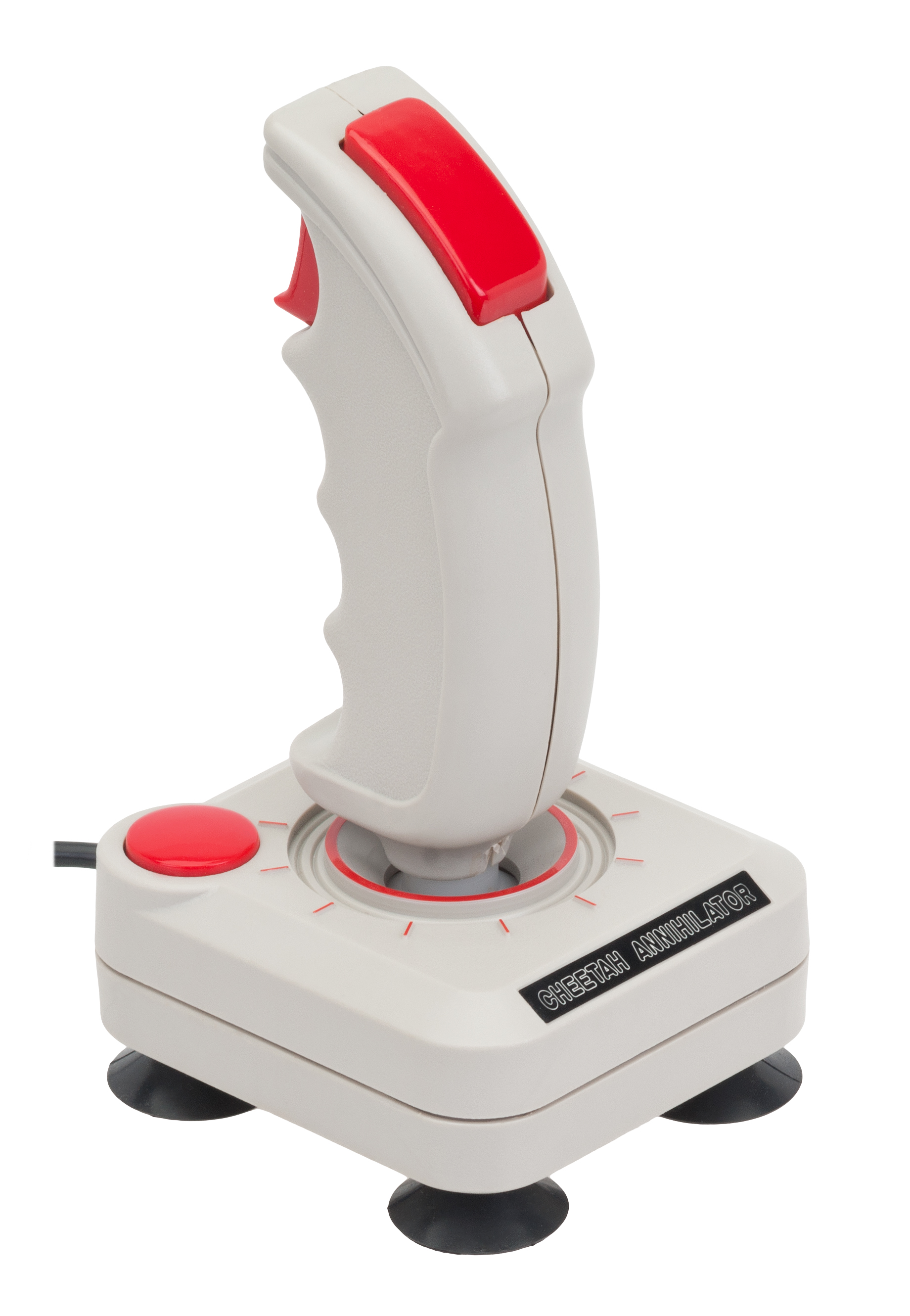
Controlador do Commodore 64 GS
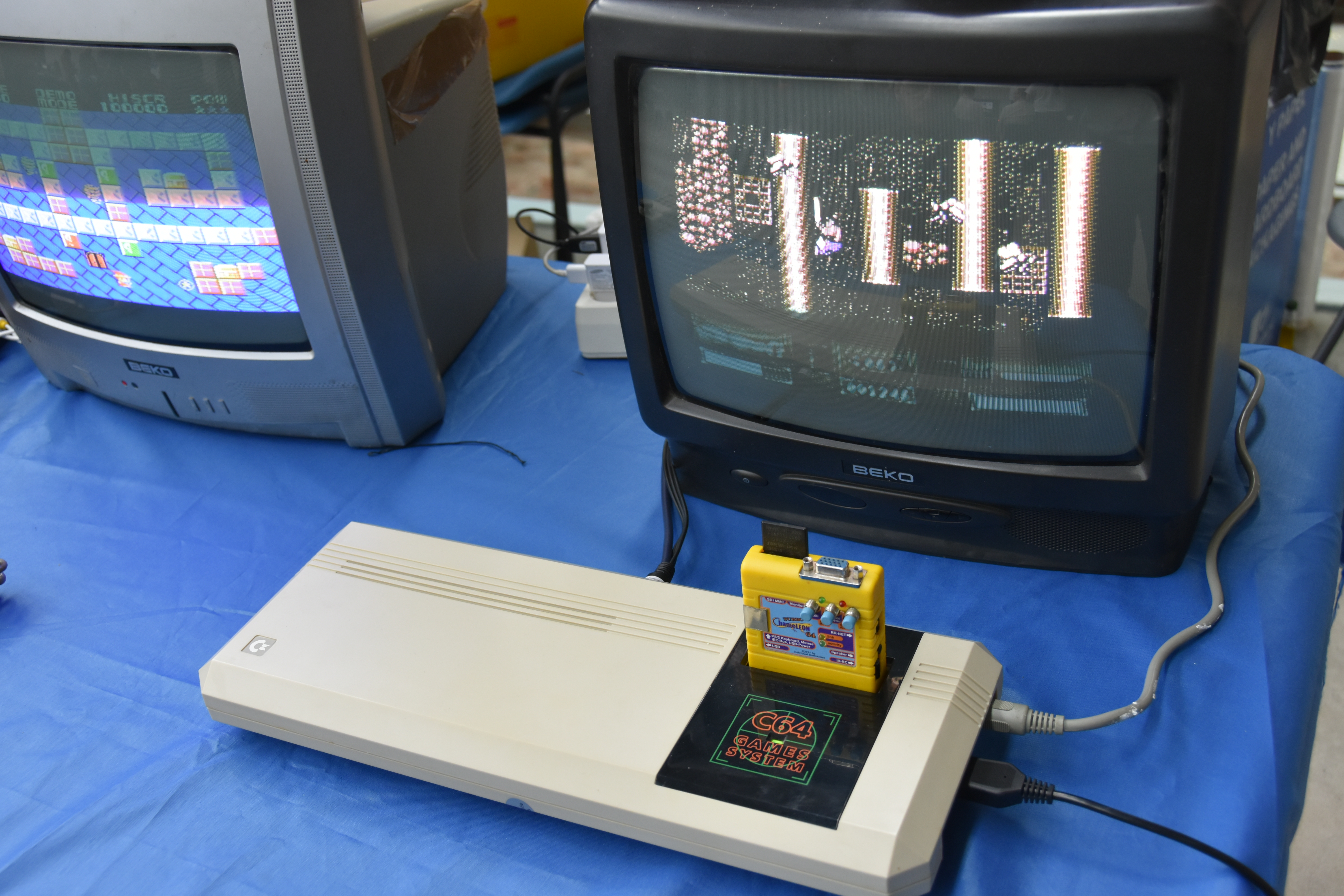
Cartucho de Turbo Charmeleon 64 no C64 Games System